# Brainstorm (gruppo musicale tedesco)
I Brainstorm sono un gruppo power metal tedesco fondato nel 1989 a Heidenheim an der Brenz.
L'attuale cantante Andy B. Franck fa anche parte dei Symphorce.

## Formazione

### Attuale
- Andy B. Franck – voce (1999-presente)
- Milan Loncaric – chitarra, cori(1989-presente)
- Torsten Ihlenfeld – chitarra, cori (1989-presente)
- Dieter Bernert – batteria (1989-presente)
- Andreas Armbruster – basso (2022-presente)

### Ex componenti
- Marcus Jürgens - voce (1993-1998)
- Henning Basse - voce (1998-1999)
- Stefan Fronk - voce (1990-1993)
- Peter Waldstätter - basso (1989-1991)
- Andreas Mailänder - basso (1991-2007)
- Antonio Ieva - basso (2007-2022)

## Discografia
Demo
- 1990 – Hand Of Doom
- 1993 – Heart Of Hate
- 1994 – The 5th Season
- 1996 – Promotape '96

Album in studio
- 1997 – Hungry
- 1998 – Unholy
- 2000 – Ambiguity
- 2001 – Metus Mortis
- 2003 – Soul Temptation
- 2005 – Liquid Monster
- 2008 – Downburst
- 2009 – Memorial Roots
- 2009 – Just Highs No Lows (12 Years of Persistence) (raccolta)
- 2012 – On the Spur of the Moment
- 2014 – Firesoul
- 2016 – Scary Creatures
- 2018 – Midnight Ghost
- 2021 – Wall of Skulls
- 2025 – Plague of Rats

Album dal vivo
- 2004 – Live Suffering: The Official Bootleg

EP e split
- 1991 – HD Rock 91 (split con Screaming, Amnysha, Köck Spezial, Nightmare)
- 2005 – Rrroooaaarrr (split con Amon Amarth, Primordial, Cataract, Powerwolfe, Los Vallos Metallos)
- 2005 – All Those Words	(EP)

Singoli
- 2007 – Fire Walk with Me	Single
- 2014 – Firesoul
- 2015 – We Are...
- 2018 – Ravenous Minds
- 2018 – The Pyre
- 2018 – Revealing the Darkness
- 2019 – Secrets and Related Lies
- 2021 – Escape the Silence
- 2021 – Where Ravens Fly
- 2021 – Glory Disappears
- 2021 – Turn Off the Light
- 2021 – Solitude	Single

## Videografia
- 2007 – Honey from the B's (Beasting Around the Bush)